# Bil og Hjuke
Bil og Hjuke var i nordisk mytologi et søskendepar, der blev taget af Måne, da de sammen var på vej hjem fra brønden Byrgir med vand. Vandet bar de mellem sig i et kar med navnet Sæg hængende i snor på en stang kaldet Simul. I Gylfaginning, hvor Bil og Hjuke nævnes, oplyses udover ovenstående også, at deres far hed Vidfinn.
Børnene følger nu Måne, og ser man op på månen ved fuldmåne, kan de ses på dens overflade, hvis man ser godt efter.